# 亚马逊中国
亚马逊中国（英語：Amazon China），是Amazon.com在中国大陆的地区性网站，成立于2004年8月，总部位于北京。2019年，亚马逊宣布退出中国大陆地区对内电商市场并保留部分业务。
亚马逊中国前身为1999年成立的卓越网。卓越网由一个提供IT资讯和软件下载的网站起步，2000年开始进入网上书店领域。2004年8月19日，卓越网被亚马逊公司全资收购，成为Amazon.com的中国分站。2007年更名卓越亚马逊。2011年10月27日弃用“卓越”字样，正式更名为亚马逊中国。
网站由亚马逊卓越有限公司（英語：AmazonJoyo Co., Ltd.）和其关联公司运营，提供商品则主要由北京世纪卓越信息技术有限公司（英語：Beijing Century Joyo Information Technology Co., Ltd.）负责销售。

## 历史

### 初创卓越网
1998年8月，金山软件公司得到联想集团注资900万美元，成为中国通用软件业第一大公司。此时，互联网热潮刚刚在中国国内兴起，金山软件也打算投资开设一个IT网站，期望在互联网大潮中有一个立足之地。时任金山软件总经理的雷军联系了知名的个人网站paulgao.com.cn的站长高春辉，计划打造一个专业的下载网站。
1999年2月，卓越网开始上线试运行，当时仅有5名员工，属于金山软件公司下属的一个事业部。卓越网当时的发展目标是「做最大最好的中文下载网站」。卓越网用了半年时间就在CNNIC的网站排名上排到33位，成为知名的中文软件下载网站。1999年8月，卓越网推出自己的离线软件服务系列光盘《卓越软件空间》，随后又推出《卓越软件空间II》以及《卓越软件空间2000》。

### 网上书店模式创立
1999年的中国大陆互联网发展还不健全，作为一个提供IT资讯和下载服务的网站很难得到实际收益。卓越网每月维持运营的费用达到20万人民币，而基本上没有任何收入，全部依赖金山软件的投资。卓越网随后开始改组，转型为B2C电子商务网站，定位为「网上精品店」。2000年1月，卓越网从金山软件公司中分拆出来，金山软件为第一大股东，联想集团所属联想投资为第二大股东，由雷军任董事长，高春辉任总经理。随后，卓越网开始尝试增加网上商店。2000年4月，高春辉宣布因理念不同，辞去总经理职务，离开卓越网。卓越网遂全面停止原有的软件下载服务，随后又停止了IT资讯内容的提供。
2000年5月，改版后的卓越网正式推出，更新了网站的标志，同时使用「超越平凡生活」的口号。网站此时主营是图书和音像制品，宣称「不做全，只做精」。2000年12月开设了上海分公司，加强对华东地区的服务。2001年10月，成立「用户精品俱乐部」，提供线下邮购服务。2002年3月，成立卓越快递公司，改进物流服务。自2001年9月起，卓越网宣布网站盈利已经与运营费用相当，达到收支平衡。此阶段卓越网与另一网上书店当当网一起成为中国大陆最大的两家网上书店。
2002年，联想集团自己运营的网站FM365.com因定位不明确且无盈利点，在当时中国互联网大潮退却的泡沫中濒于消失。此时联想集团期望从其控股的金山软件手中得到前途看好的卓越网。经过一系列的运作，联想成为卓越网的最大股东。2002年8月16日，王树彤辞去卓越网总裁职位，十天后，联想控股有限公司企划部部主任林水星接任卓越网总裁。2003年4月，运营3年后的卓越网宣布开始盈利。同月，成立卓越网广州分公司，以扩大其在华南地区的影响。9月，德盛老虎基金下属的老虎科技注资5200万，成为卓越网第三大股东。此后，卓越网开始涉足各种日用品的网上零售。

### 亚马逊收购
2004年，总部位于西雅图的亚马逊公司因前两季度国际业务收入下降，计划收购一家中国电子商务网站来提高其国际业务利润，最终以7500万美元收购了卓越网。2004年8月19日晚20点40分，卓越网正式成为亚马逊继美国、加拿大、法国、德国、日本和英国后的第七个地区性站点。
在亚马逊收购卓越网的两个月后，雷军代表金山公司彻底退出卓越网的管理。2005年4月，王汉华和黄伟强分别取代林水星、陈年成为正副总裁，卓越网开始了向亚马逊过渡，逐渐向大型网上百货商城的商业模式转型。2007年6月5日，卓越网正式更名为卓越亚马逊。网站的域名也随即从「joyo.com」全面转为「amazon.cn」。2011年10月27日，卓越亚马逊更名为亚马逊中国，并启用短域名z.cn。

### 退出中国电商市场
2019年4月18日，亚马逊通知商户，从7月18日起将不再运营中国电商业务，并停止在亚马逊中国网址向商户提供服务；有意继续在中国大陸以外的亚马逊平台销售产品的商户可以通过“亚马逊全球开店”业务进行。亚马逊同时表示，将继续在华运营Kindle电子书和AWS云服务业务。分析指亚马逊在华运营状况不佳，市场占有率已不足1%，还要同时面对其它本土电商平台的冲击，导致亚马逊做出撤出中国大陸市場的决定。实际上，在2019年7月18日之后，亚马逊中国仍保留了面向中国大陸消费者的“海外购”零售业务。
2022年6月2日，亚马逊中国宣布对Kindle中国电子书店的运营调整，并宣布将于2023年6月30日在中国停止Kindle电子书店的营运，而已购买电子书的下载业务也将于2024年6月30日停止。同时，亚马逊中国也从2022年6月2日起停止对经销商的Kindle电子书阅读器供货，亚马逊中国网站也将不提供Kindle阅读器的售卖。在同日发布的新闻稿中，亚马逊中国表示“在中国长期的发展承诺不会改变”，将继续在中国运营全球开店和海外购、广告、物流、AWS云科技和智能硬件服务。
2023年5月23日，亚马逊宣布其应用商店Amazon Appstore中国区将于2023年7月17日停运。

## 服务

### 商品配送
配送方式
- 所有自售商品提供快递送货上门、平邮和EMS三种配送方式。其中送货上门服务使用亚马逊自营物流，一线城市偏远地区和二、三线城市配送工作由当地合作快递公司完成。平邮和EMS需实名下单。

- 入驻卖家出售商品的配送方式分为使用亚马逊物流和自主配送两种：使用亚马逊物流的入驻卖家通过亚马逊物流仓储和配送，并使用亚马逊客服；自主配送需要自主仓储、自主配送并自主客服。

配送费收取标准
- 自售商品购满99元以上免运费，99元以下收取5元配送费。使用亚马逊物流的入驻卖家商品配送费标准与自售商品相同，自主配送的入驻卖家商品则按卖家标准收取配送费。

### 支付方式与退款
支付方式
- 自售商品提供货到付款(已取消)、支付宝、微信支付、信用卡和借记卡的支付方式，此外也可通过礼品卡和促销优惠码支付。使用亚马逊物流的入驻卖家商品支付方式与亚马逊自售商品相同，自主配送的入驻卖家商品不提供货到付款服务。

退款
- 提供退款至亚马逊账户余额和原支付工具两种方式，具体情况视原支付手段而定。

### 一键下单
跳过购物车与结算页面，在商品页面直接下单的订购服务，该服务使用客户默认支付方式和送货地址。

### 订购省
客户订购的商品周期定期（1-6个月）自动送货的服务。通过「订购省」订购的商品享受定价上的额外折扣，免运费并可随时变更送货周期和订购信息，该服务开启后可随时取消。

### 心愿单
可以在心愿单中加入想购买的商品，具有降价提示、公开分享心愿单等功能。

### 海外购
为了让中国消费者轻松购买海外商品，免去海淘代购的繁琐流程和漫长配送时间，亚马逊中国从亚马逊美国站、日本站、德国站、英国站等引入数百万种海外商品，客户可以在亚马逊中国网站搜索或者浏览这些商品，通过中文的商品详情页面了解商品的价格、特点和客户评论，并进行购买。

### 客户服务与支持
网站提供电子邮件、客服电话和在线客服三种联系方式。电子邮件方式通常会在24小时内收到回复；在线客服聊天过程全程进行SSL加密，并可选择将聊天记录发送至客户邮箱。

### 我要开店（Sell on Amazon）
亚马逊中国提供的第三方卖家入驻平台。入驻卖家的商品可与亚马逊提供商品种类相同，也可出售自身产品。2019年7月18日后该业务被关闭。
准入标准
- 平台规定入驻卖家必须具备企业资质、能够开具发票且具有全国配送能力。出售商品有开放品类和未开放品类两大类，部分开放品类具有特殊要求。

销售额结算
- 扣除入驻卖家销售额的佣金后，每14天一次向入驻卖家的银行账户存入销售收入。银行账户必须为中国大陆境内银行。

卖家反馈
- 在「我要开店」平台进行交易的双方都可以通过星级评价系统进行互评，星级从最低1星到最高5星不等。双方的评级结果都会于卖家信息页中显示，但只有买家对卖家的评级将计入卖家总体反馈统计中。该反馈不是强制的。

## 其他

### 商品的提供
亚马逊中国全部自售商品由北京世纪卓越信息技术有限公司（英語：Beijing Century Joyo Information Technology Co., Ltd.）负责销售，入驻卖家商品则由入驻卖家提供。

### 单一商品页面
亚马逊中国网站上的大部分商品都具有自己的单一页面，当多个卖家出售同一商品时，其报价和购买选项会集中展示在同一商品页中。该特点有别于中国大陆其他B2C商城，例如京东商城和当当网。但亚马逊中国部分商品亦存在不同卖家多个页面的现象。

### 合同成立时间
亚马逊中国规定，当其向客户发出确认发货的电子邮件或短信，通知客户已将商品发出时，亚马逊中国与客户间的订购合同才成立。网站上展出的商品和价格等信息仅为要约邀请；而当收到客户订单，向客户发送载明订单细节的确认电子邮件或短信，并不代表亚马逊中国接受客户订单。

### 禁止代购
网站禁止代购行为，对判定有此类行为的账户将采取不允许购买商品以至将账户关闭的惩罚措施。